# La Callipédie
La Callipédie (du latin callipædia, lui-même dérivé du grec ancien  καλλίπαις « béni de beaux enfants ») est un poème de Claude Quillet (1602-1661), écrit en 1655 en latin, et traduit en français en 1749.
Il donne de nombreux conseils de choix des procréateurs, en insistant sur l'absence de défauts.
Ce poème est considéré (notamment par Jean-Louis Fischer, Anne Carol, et Catherine Bachelard-Jobard) comme précurseur du développement de l'idéologie eugéniste en France.